# Diehtosiida

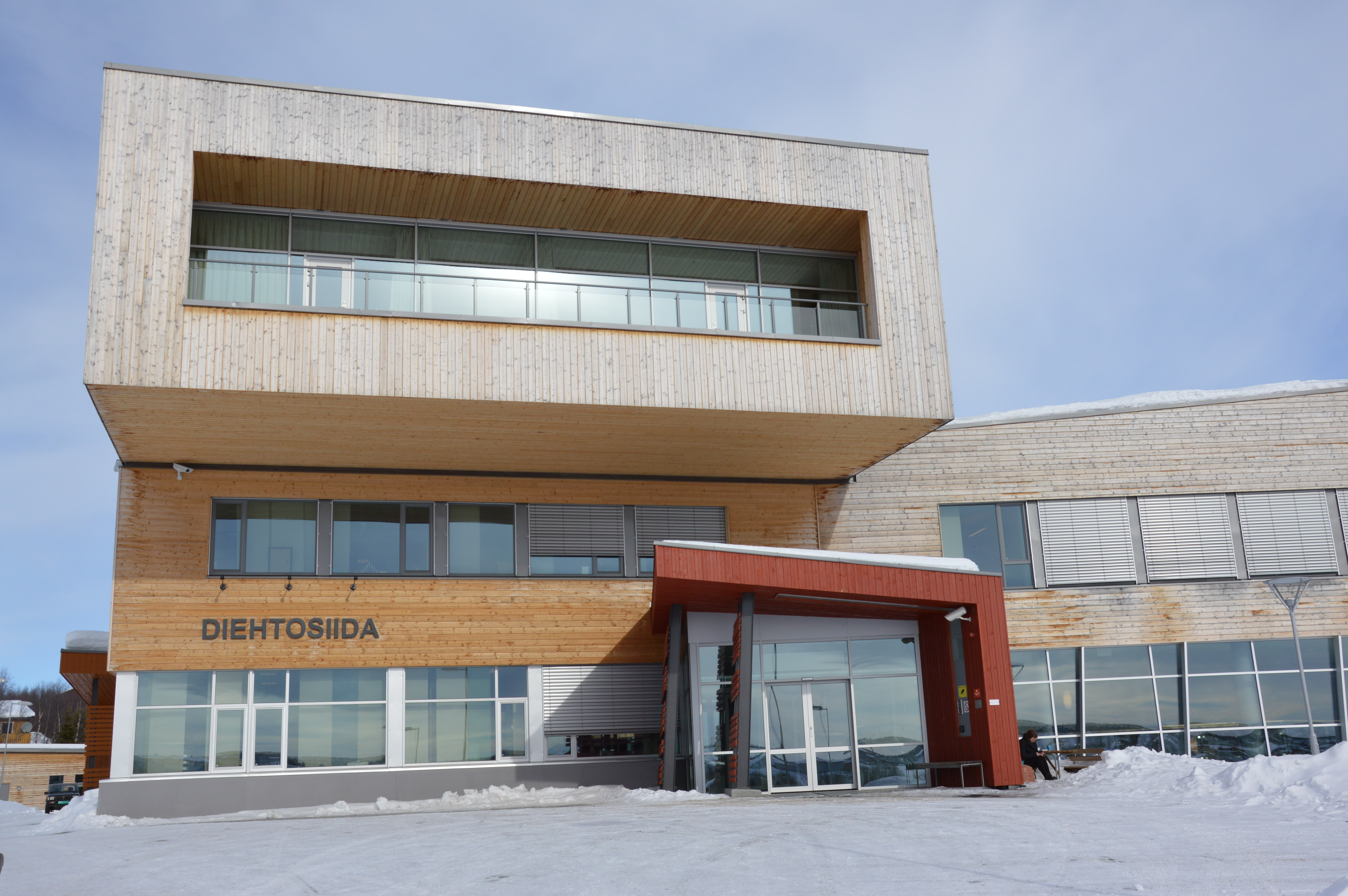
Diehtosiida

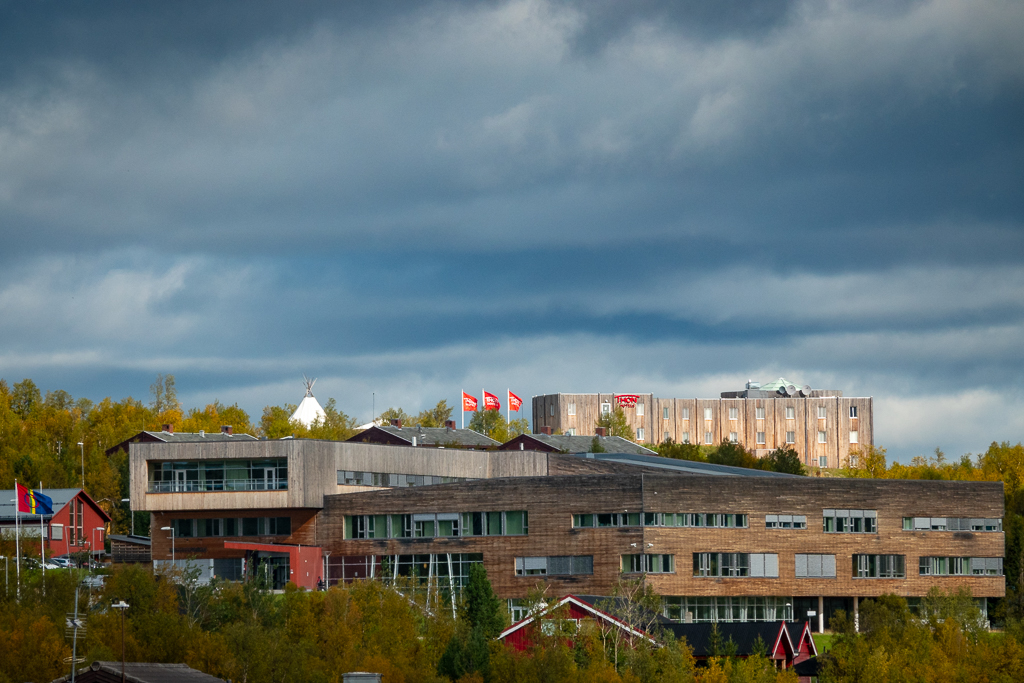
Diehtosiida

Diehtosiida är en byggnad för utbildning i och kunskap och forskning om samiska förhållanden i Kautokeino i Finnmark i Norge. 
Namnet består av de två samiska orden "diehtu", som betyder kunskap och "siida", som är ett samiskt bosättningsområde. Byggnaden har ritats av Arkitektkontoret Reiulf Ramstad och landskapsarkitekten Bjarne Aasen. Den har en yta på 9 367 m² med bland annat 150 kontorsrum.
Diehtosiida är rikligt försedd med konstverk. Utanför byggnaden vid infarten finns en skulptur i den lokala bergarten fuchsit, en sorts glimmer, av Hagbart Solløs och Kurt Hermansen. Trappräckena i stora hallen, En resa genom de nordliga områdena, är utformade i fyra verk av de svenska konstnärerna Per Isak Juuso, Randi Marainen och Lena Ylipää och norrmannen Roland Jonsson. Vidare finns bland annat ett videoverk om en nentserflicka, Anysia sleeping,  av amerikansk-danska Yvette Brackman och Landskap, en väggutformning av norske Ansgar Ole Olsen.
Diehtosiida invigdes 2009 och inhyser nedanstående institutioner:
- Samiska högskolan
- Det norska Sametingets utbildnings- och språkavdelningar
- Resurscentret Gáldu
- International Center for Raindeer Husbandry
- Samisk arkiv / Sámi arkiiva